# Dendropsophus bipunctatus
Espèce
Synonymes
- Hyla bipunctata Spix, 1824
- Hyla capistrata Reuss, 1833
- Hyla pumila Duméril & Bibron, 1841
- Hylella tenera Reinhardt & Lütken, 1862 "1861"

Statut de conservation UICN

 LC  : Préoccupation mineure
Dendropsophus bipunctatus est une espèce d'amphibiens de la famille des Hylidae.

## Répartition
Cette espèce est endémique du Brésil. Elle se rencontre jusqu'à 1 100 m d'altitude dans la région côtière dans les États du Pernambouc, de l'Alagoas, du Sergipe, de Bahia, de l'Espírito Santo et de Rio de Janeiro.

## Publication originale
- Spix, 1824 : Animalia nova sive species novae testudinum et ranarum, quas in itinere per Brasiliam annis 1817-1820 (texte intégral).